# Patrick Desruelles
Pour les articles homonymes, voir Desruelles.
 (mars 2012).
Si vous disposez d'ouvrages ou d'articles de référence ou si vous connaissez des sites web de qualité traitant du thème abordé ici, merci de compléter l'article en donnant les références utiles à sa vérifiabilité et en les liant à la section « Notes et références ».
Patrick Desruelles, né le 24 avril 1957 à Anvers, est un ancien athlète belge spécialisé dans le saut à la perche. Il a été pendant trois ans dans le top dix mondial et a participé aux jeux olympiques.

## Biographie
Son frère Ronald était également un athlète de haut niveau.